# Harry Nilsson
Harry Edward Nilsson III (15. června 1941 – 15. ledna 1994)
byl americký zpěvák-skladatel, který byl komerčně nejúspěšnější na začátku sedmdesátých let. Proslavil se hity "Everybody's Talkin'" (1969), "Without You" (1971) a "Coconut" (1972). Nilsson je také autorem skladby "One", kterou hrála rocková kapela Three Dog Night. Byl jedním z mála pop-rockových umělců své doby, kteří dosáhli významného komerčního úspěchu, aniž by hráli na větších koncertech nebo podnikali pravidelná turné.

## Diskografie

### Studiová alba
- Â on Nilsson (1966)
- Pandemonium Shadow Show (1967)
- Aerial Ballet (1968)
- Skidoo (1968)
- Harry (1969)
- Nilsson Sings Newman (1970)
- The Point! (1971)
- Nilsson Schmilsson (1971)
- Son of Schmilsson (1972)
- A Little Touch of Schmilsson in the Night (1973)
- Son of Dracula (1974)
- Pussy Cats (1974)
- Duit on Mon Dei (1975)
- Sandman (1976)
- ...That's the Way It Is (1976)
- Knnillssonn (1977)
- Flash Harry (1980)
- Popeye (1980)